# 脇阪実
脇阪 実（わきさか みのる、1907年1月30日 - 没年不明）は、日本の大蔵官僚。主税局国税査察部長、関東信越国税局長、東京国税局長、造幣局長などを歴任。

## 来歴
滋賀県出身。1932年10月 高等試験行政科を合格。同年11月 高等試験司法科を合格。東京帝国大学法学部法律学科卒業。1933年 大蔵省入省。主税局兼東京税務監督局属。1935年6月 金沢税務署長。1936年7月 神田橋税務署長。1946年5月1日 主税局国税第二課長。1947年7月2日 主税局国税第一課長。1948年7月5日 主税局国税査察部長兼主税局国税第一課長。同年12月9日 主税局国税査察部長。1949年6月1日 関東信越国税局長。1952年12月27日 東京国税局長。1956年7月6日 造幣局長。1958年7月18日 退官。同年7月 日本貿易振興会理事。1962年 税理士・弁護士登録。税務、会計、法律の知識を活かし、脇阪事務所を設立した。

## 略歴
- 1933年4月：大蔵省入省。主税局 兼 東京税務監督局属[1]。
- 1935年6月：金沢税務署長[1]。
- 1936年7月：神田橋税務署長[1]。
- 1937年6月：主税局。
- 1941年5月：税務講習所教授。
- 1944年4月：主税局。
- 1945年2月19日：主税局経理課長。
- 1945年3月17日：主税局第三課長。
- 1945年6月10日：主税局第二課長。
- 1946年5月1日：主税局国税第二課長。
- 1947年7月2日：主税局国税第一課長。
- 1948年7月5日：主税局国税査察部長 兼 主税局国税第一課長。
- 1948年12月9日：主税局国税査察部長。
- 1949年6月1日：関東信越国税局長。
- 1952年12月27日：東京国税局長。
- 1956年7月6日：造幣局長。
- 1958年7月18日：退官。